# Landströms gröna
Landströms gröna, eller bara Landström, är en grönfärgad, lokalodlad krusbärssort vars ursprung är Sverige. Krusbäret mognar tidigt och är relativt stora. Landströms gröna har odlats sedan 1900-talets början.
Landströms gröna är en svensk mandatsort.